# دستور معالم الحكم ومأثور مكارم الشيم
دستور معالم الحِكم ومأثور مكارم الشيم عبارة عن مجموعة من الأمثال والمواعظ والتعاليم المنسوبة إلى علي بن أبي طالب، يُنسب للقاضي أبو عبد الله محمّد بن سلامة القُضاعي (ت 454 هـ). طُبع حديثًا من منشورات مكتبة المفيد بقم، ومطبعة السعادة بجوار محافظة مصر سنة 1332 هـ، 1914 م.

## أبواب الكتاب
- الباب الأوّل: فيما رُوي عنه من فوائد حكمه.
- الثاني فيما رُوي عنه في ذمّه الدنيا وتزهيده فيها.
- الثالث فيما رُوي عنه من المواعظ.
- الرابع فيما روي عنه من وصاياه ونواهيه.
- الخامس في المروي عنه من أجوبته عن المسائل وسؤالاته.
- السادس في المروي عنه من غريب كلامه.
- السابع في المروي عنه من نوادر كلامه.
- الثامن في أدعيته ومناجاته.
- التاسع فيما انتهى إليّ من شِعره.